# Marie-Anne de La Trémoille

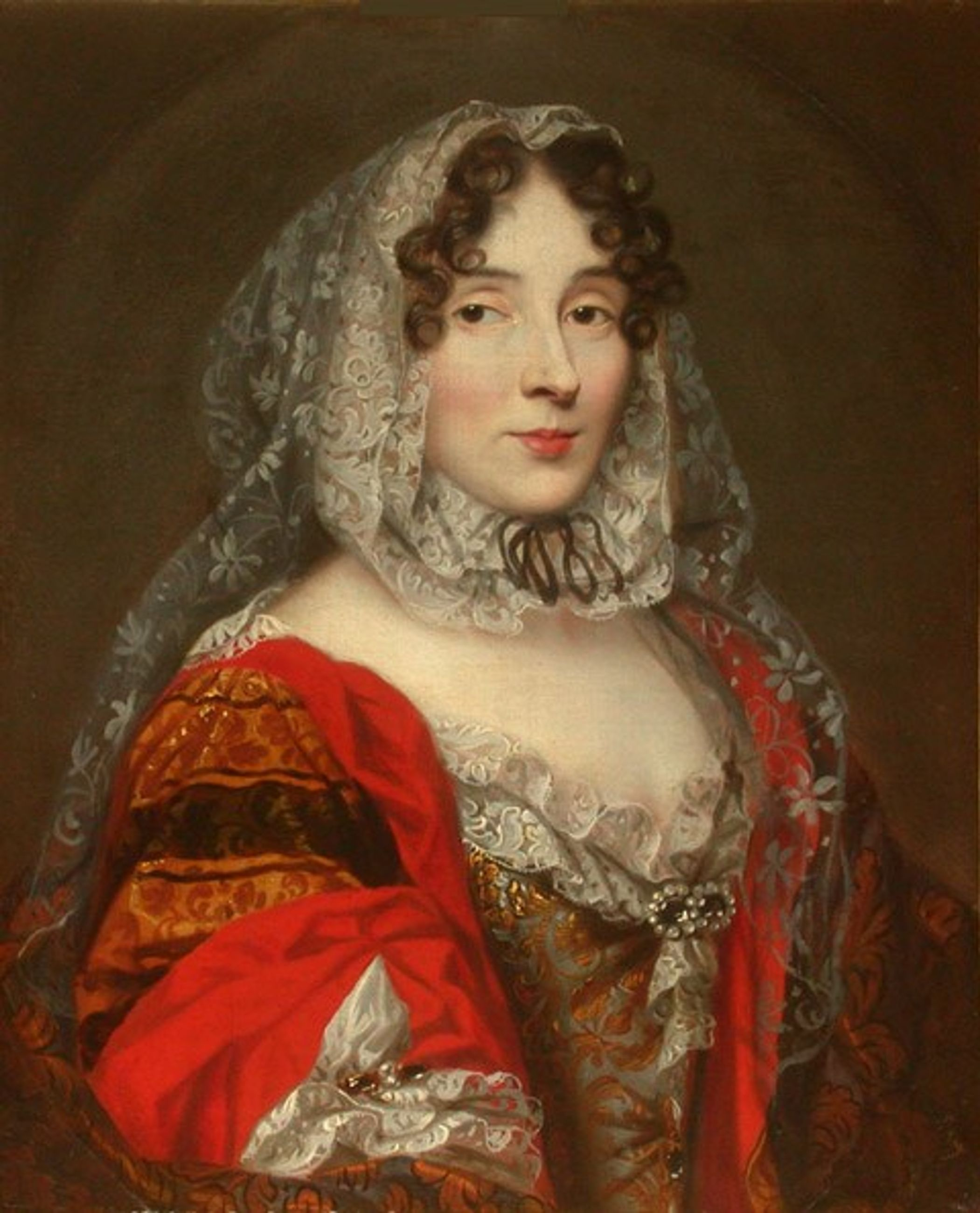
Porträt vermutlich von Marie-Anne de La Trémoille im Musée Condé, das René-Antoine Houasse zugeschrieben wird

Marie-Anne de La Trémoille de Noirmoutier, Principessa Orsini (auch als Fürstin Orsini,  Princesse des Ursins oder Madame des Ursins bekannt, * 1642; † 5. Dezember 1722 in Rom), war eine französisch-italienische Aristokratin, die während des Spanischen Erbfolgekriegs als Oberhofmeisterin (spanisch: camarera mayor) der spanischen Königin Maria Luisa von Savoyen die Politik des Landes maßgeblich bestimmte. Sie ging Ende 1701 an den Hof des jungen Königs Philipp V., der die umkämpfte spanische Krone im Jahr zuvor geerbt und auf Betreiben seines Großvaters, des französischen Königs Ludwig XIV., angenommen hatte. Mit nur einer kurzen Unterbrechung übte die Fürstin Orsini 13 Jahre lang, bis Ende 1714, als Ratgeberin des jugendlichen und unerfahrenen Königspaars eine nahezu unumschränkte Macht aus. Gemeinsam mit wechselnden Botschaftern und Beratern garantierte sie den französischen Einfluss auf die spanische Politik.
Der Herzog von Saint-Simon, der Chronist des Versailler Hofes, beschreibt Marie-Anne de La Trémoille in seinen Memoiren als eine Frau mit „großen Ambitionen, die weit über den bei ihrem Geschlecht üblichen lagen und auch über den gewöhnlichen Ehrgeiz von Männern hinausreichten“ (« […] ambitions vastes, fort au-dessus de son sexe et de l’ambition ordinaire des hommes […] »). Wie bei vielen anderen Zeitgenossen, war die Fürstin Orsini bei Liselotte von der Pfalz, der Herzogin von Orléans und Mutter des späteren Regenten Philippe II. de Bourbon, duc d’Orléans, wegen ihrer engen Kontakte zu Madame de Maintenon äußerst unbeliebt. Lieselotte betitelte sie als „alte Zott“ und „Hexe“.

## Familie
Marie-Anne kam als ältestes von sieben Kindern des Herzogs von Noirmoutier, Louis II. de La Trémoille, und seiner Frau Renée Julie Aubéry im westfranzösischen Poitou zur Welt. Ihr Vater stammte aus altem aber verarmtem französischen Adel. Ihre Mutter war eine Bürgerliche und Tochter eines Mitglieds des königlichen Großen Rates (französisch: Conseiller au Grand Conseil), Maître des requêtes, und Mitglied im Staatsrat (französisch: Conseiller d’État). Zu ihren Geschwistern zählte unter anderem Joseph-Emmanuel de La Trémoille, den Marie-Anne bei seiner kirchlichen Karriere nach besten Kräften unterstützte.
In erster Ehe war sie ab 1659 mit Adrien-Blaise de Talleyrand-Périgord, Comte de Chalais verheiratet, der Frankreich nach einem Duell mit dem Marquis de La Frette 1663 verlassen musste. Ihr Mann starb 1670 in Italien kinderlos. Durch Vermittlung der Kardinäle Estrées und Bouillon heiratete sie im März 1675 zum zweiten Mal. Ihr Ehemann wurde der Herzog von Bracciano, Flavio I. Orsini (französisch: Ursins), aus altem aber verarmtem Adel. In ihrer hochrangigen Stellung als Herzogin vermittelte sie die Heirat ihrer jüngeren Schwester Louise-Angelique mit dem Herzog von Bomarzo, Antonio Lante Montefeltro della Rovere, im November 1682.

## Leben

### Erste Jahre in Versailles
Mit 17 Jahren heiratete sie den jungen Draufgänger Adrien-Blaise de Talleyrand-Périgord. Gemeinsam waren sie gern gesehene Gäste in den Pariser Salons, denn Marie-Anne wusste durch ihr sprühendes Temperament und ihren Esprit zu faszinieren. Bei einer dieser Veranstaltungen im Hôtel d’Albret lernte sie im Jahr 1661 Madame de Maintenon kennen, eine Bekanntschaft, die sich in späteren Jahren für sie auszahlen sollte.
Adrien-Blaise fiel 1663 bei König Ludwig XIV. in Ungnade, nachdem er sich in ein – zu jener Zeit verbotenes – Duell hatte verwickeln lassen (siehe Duell La Frette–Chalais). Er musste Frankreich verlassen und ging nach Spanien. Seine Frau folgte ihm nur kurze Zeit später. Dort machte sie die Bekanntschaft des Paters Johann Eberhard Neidhardt, des mächtigen Beraters der spanischen Königin Maria Anna von Österreich. Als er 1669 das Land verlassen musste, begleiteten Marie-Anne und ihr Mann ihn nach Italien.

### Herzogin von Bracciano, Fürstin Orsini
Durch den Tod ihres Mannes im Jahr 1670 stand sie quasi mittellos da. Marie-Anne kehrte jedoch nicht nach Frankreich zurück, sondern ging in ein römisches Kloster. Dort verbrachte sie die ersten Jahre ihrer Witwenschaft und konnte während dieser Zeit mächtige Männer als ihre Gönner gewinnen. So wurde sie zum Beispiel durch den Kardinal César d’Estrées protegiert, mit dem sie eine Liaison gehabt haben soll. Dieser machte seinen Einfluss am französischen Hof geltend und empfahl Ludwig XIV., die junge Witwe als Vertreterin der französischen Interessen beim Heiligen Stuhl einzusetzen. Als sich der König damit einverstanden erklärte, war es notwendig, Marie-Anne zu dem dafür nötigen gesellschaftlichen Ansehen zu verhelfen. Dazu heiratete sie 1675 in zweiter Ehe den 21 Jahre älteren Flavio Orsini, Herzog von Bracciano. Der Palazzo Orsini in Rom wurde unter der Haushaltsführung der neuen Herzogin zum Treffpunkt von Gesandten sämtlicher europäischer Fürstenhöfe, doch die aufwändige Hofhaltung verschlang Unsummen, die Flavio Orsini schon bald nicht mehr zu zahlen bereit war. Erschwerend kam hinzu, dass er politische Pläne und Interessen unterstützte, die denen Frankreichs und damit denen seiner Frau zuwiderliefen. Es kam zum Zerwürfnis des Paares, und Marie-Anne ging nach Frankreich zurück, im Jahr 1677 zuerst nur für einige Monate, ab 1693/94 für mehrere Jahre bis 1698. In dieser Zeit intensivierte sie die Bekanntschaft mit Madame de Maintenon und gewann ihr Vertrauen.
Ihr Ehemann hinterließ Marie-Anne bei seinem Tod im April 1698 zwar sein Vermögen, doch gab es lange und erbitterte Rechtsstreitigkeiten mit der Familie Orsini-Gravina um das Erbe, bei denen die Witwe schließlich unterlag. Sie musste auch auf den Titel einer Herzogin von Bracciano verzichten, da ihr Mann das Herzogtum schon 1696 an die Familie Odescalchi verkauft hatte. Sie nahm stattdessen den nicht existierenden Titel einer Fürstin Orsini (italienisch: Principessa Orsini; französisch: Princesse des Ursins) an, der sich mit der Zeit einbürgerte. Kurze Zeit später begann Madame des Ursins, wie sie jetzt meist genannt wurde, ihren Aufstieg zur zeitweise mächtigsten Person im Königreich Spanien.

### Camarera mayor der spanischen Königin
Die spanische Erbfolge war bereits seit Jahren Gegenstand umfangreicher diplomatischer Aktivitäten in Europa, da der Tod des kranken und kinderlosen Königs Karl II. von Spanien absehbar war. Sowohl das französische Königshaus der Bourbonen als auch der österreichische Zweig der Habsburger erhob Ansprüche auf das riesige Erbe, das neben Spanien und seinem Kolonialreich die Spanischen Niederlande, das Königreich Neapel und das Herzogtum Mailand umfasste. Nach dem soeben erst beendeten Pfälzischen Erbfolgekrieg waren sowohl Frankreich als auch seine Gegner, das Habsburgerreich, England und die Vereinigten Niederlanden, weitgehend erschöpft. Zur Vermeidung eines erneuten Krieges einigten sie sich auf einen Kompromiss: Kurprinz Joseph Ferdinand von Bayern, Sohn des Kurfürsten Maximilian II. Emanuel von Bayern, sollte die Nachfolge auf dem spanischen Thron antreten, Mailand dagegen an die Habsburger und Neapel an die Bourbonen fallen. Der überraschende Tod des jungen Prinzen Anfang 1699 machte diese Übereinkunft jedoch hinfällig und sorgte angesichts des  nahen Todes Karls II. für diplomatische Betriebsamkeit an allen europäischen Höfen.
Schon im Juni 1699 kam ein neuer Teilungsvertrag zustande, der den zweiten Sohn Kaiser Leopolds I., den österreichischen Erzherzog Karl, als neuen König von Spanien vorsah. Doch wie schon der erste Teilungsplan stieß auch dieser neue Kompromiss bei der Mehrzahl der spanischen Granden, darunter der einflussreiche Kardinal Luis Manuel Fernández de Portocarrero, auf Widerstand. Im Interesse der Machtstellung Spaniens wollten sie das Erbe Karls II. ungeteilt erhalten, was aber ohne Krieg kaum zu bewerkstelligen war. Daher bedrängten sie und der französische Gesandte am Hof von Madrid, Henri d’Harcourt, den todkranken Karl II., Philipp von Anjou, einen Enkel Ludwigs XIV., testamentarisch zu seinem Universalerben zu bestimmen. Denn hinter Philipp stand mit Frankreich die damals stärkste Militärmacht Europas.
Als der lange erwartete Tod Karls II. Ende des Jahres 1700 schließlich eintrat, setzte sich Ludwig über den zweiten Teilungsvertrag hinweg und beeilte sich, seinen Enkel Anfang 1701 auf dem spanischen Thron zu installieren. Dies führte zum erneuten Ausbruch des Krieges zwischen Frankreich und der Haager Großen Allianz. Um den Thron für den 17-jährigen Philipp zu sichern, kam es darauf an, ihn rasch zu verheiraten, damit er männliche Erben in die Welt setzen konnte. Als Heiratskandidatin brachte die Fürstin Orsini in einem Brief an Ludwigs XIV. Mätresse Madame de Maintenon die erst 12-jährige Tochter des Herzogs von Savoyen ins Gespräch, Maria Luisa, deren ältere Schwester Maria Adelaide seit 1697 mit Philipps  älterem Bruder Louis de Bourbon, dem Herzog von Burgund und möglichen Erben des französischen Throns, verheiratet war. Die Höfe von Versailles und Turin stimmten der Hochzeit zu. Die Fürstin Orsini geleitete die neue Königin 1701 nach Madrid und wurde im August desselben Jahres zu deren Oberhofmeisterin ernannt.
Camarera mayor war das höchste Amt am spanischen Hof, das eine Frau innehaben konnte, und entsprach in Status und Aufgaben etwa der Position einer Oberhofmeisterin am französischen Hof. Die Camarera mayor stand dem persönlichen Hofstaat der Königin vor und hatte somit das Privileg, ständigen Zugang zu ihr zu haben.
Für Madame des Ursins sprach zum einen ihre vielfältige Erfahrung, die sie durch zuvor an verschiedenen europäischen Höfen hatte sammeln können, zum anderen auch der Umstand, dass sie aufgrund ihres italienischen Titels offiziell nicht dem französischen Lager am Hofe zugerechnet werden konnte. Insoweit war sie die geeignete Kandidatin für diesen Posten, auf dem sie sowohl den strengen Ansprüchen des vom spanischen Hofzeremoniell geprägten Königshofes in Madrid als auch den politischen Interessen des französischen Königs genügen konnte.

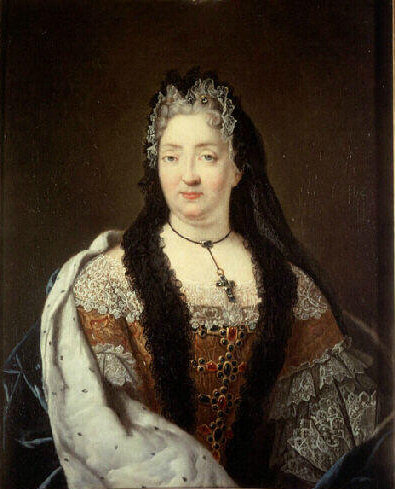
Porträt vermutlich von Marie-Anne de La Trémoille, das René Antoine Houasse zugeschrieben wird; letztes Viertel des 17./erstes Viertel des 18. Jh.

Marie-Anne begleitete die erst 13-jährige savoyardische Braut nach Figueres, wo im November des gleichen Jahres die Hochzeit mit Philipp V. gefeiert wurde, um anschließend nach Madrid weiterzureisen. Das junge Königspaar fühlte sich am Anfang fremd in Spanien und war mit dem höfischen Zeremoniell bislang nicht vertraut. Madame des Ursins mit ihrer reichen Erfahrung wurde für die beiden bald unersetzlich. Sie führte sie in die Gepflogenheiten des spanischen Hofes ein, übernahm lästige Pflichten und sorgte für ihr Wohlbefinden. Sie erlangte auf diese Weise einen enormen Einfluss auf König und Königin. Dabei schaffte es die Camarera mayor, Minister, Botschafter und Berater zu entmachten und alle wichtigen öffentlichen Ämter mit ihren eigenen Favoriten zu besetzen, zu denen zum Beispiel Marschall Henri d’Harcourt, Jean Orry und ihr Sekretär Jean Bouteroue d’Aubigny gehörten.
Ludwig XIV. bediente sich des Einflusses von Madame des Ursins, um von Anfang an eine direkte Kontrolle über das politisch unerfahrene spanische Königspaar auszuüben. Das Paar benötigte zudem sowohl finanziell als auch politisch die Unterstützung aus Frankreich, um sich gegen die immer noch starke habsburgerfreundlichen Fraktionen am Hof durchsetzen zu können. Während sich Philipp V. im Jahr 1702 in Italien aufhielt, führte die Königin, im Hintergrund gelenkt und angeleitet von Madame des Ursins, die Aufsicht über die Regierungsgeschäfte. Bei seiner Rückkehr begleitete ihn der neue Botschafter Frankreichs, César d’Estrées. Estrées erwartete, aufgrund seiner Herkunft und seines Alters sowie wegen der alten Bekanntschaft zu Marie-Anne in beträchtlichem Umfang in die Regierungsgeschäfte einbezogen zu werden, doch irrte er sich. Aus dem daraus resultierenden Kampf um die Macht ging Madame des Ursins als Siegerin hervor. Der Kardinal bat Ludwig XIV. im September 1703 um seine Entlassung und wurde durch seinen Neffen Jean d’Estrées ersetzt.
Marie-Anne hoffte, in dem neuen Botschafter ein williges Instrument ihrer politischen Interessen zu finden, doch der Abbé Estrées erwies sich als wesentlich selbständiger als von ihr vorhergesehen. Er wagte es, von ihr nicht gegengelesene Briefe nach Frankreich zu schicken. Als die Camarera mayor davon erfuhr, ließ sie den nächsten dieser „nicht autorisierten“ Briefe an den französischen König abfangen und öffnete ihn. In ihm erwähnte Jean d’Estrées Gerüchte um Marie-Anne und ihren Sekretär Aubigny sowie eine mögliche Heirat der beiden. Über diese Andeutungen war Madame des Ursins derart erbost, dass sie das Schreiben mit einer handschriftlichen Bemerkung versah und erst dann nach Paris weitersandte. Marie-Annes eigenmächtiges Handeln bedeutete eine klare Kompetenzüberschreitung und einen Affront gegenüber Ludwig XIV., der solch ein anmaßendes Vorgehen nicht dulden konnte. Vielmehr sah er durch diesen Eklat seine Einflussnahme auf die spanische Politik gefährdet. Mit einem Schreiben des Königs vom 6. Oktober 1704 wurde Madame des Ursins von ihrem Posten abberufen und erhielt den Befehl, Spanien sofort zu verlassen und sich nach Italien zurückzuziehen. Schließlich erhielt sie aber doch die Erlaubnis, sich im französischen Toulouse niederzulassen.
Ludwig XIV. hatte jedoch nicht mit der Eigensinnigkeit der spanischen Königin gerechnet, die alles in ihrer Macht Stehende tat, um ihre erste Hofdame zurückzubekommen. Sie nahm gegenüber Frankreich eine Blockadehaltung ein und überzeugte ihren Mann davon, keinen Rat mehr von seinem Großvater anzunehmen und dessen Wünsche zu ignorieren. Der hartnäckige Widerstand Maria Luisas führte dazu, dass Madame des Ursins die Erlaubnis erhielt, nach Versailles zu kommen, um sich vor dem König und Madame de Maintenon zu rechtfertigen. Bei mehreren Zusammenkünften mit ihnen ab Januar 1705 erreichte Marie-Anne, dass sie ihren Posten zurückerhielt und um die Mitte des Jahres – sozusagen im Triumph – nach Spanien zurückkehren durfte. Als neuer französischer Botschafter in Madrid begleitete sie ein von ihr selbst ausgesuchter Mann: Michel Jean Amelot, seigneur de Gournay, Präsident des Parlement de Paris.

Stich aus dem Almanach royal des Jahres 1708 anlässlich der Geburt des spanischen Thronfolgers. Im Vordergrund links ist Marie-Anne de La Trémoille zu sehen.

In der Folgezeit waren Macht und Einfluss Marie-Anne de La Trémoilles am spanischen Königshof größer denn je. Das Königspaar betraute sie sogar mit der Erziehung seines 1707 geborenen Sohnes Ludwig I. Charles-Jean-François Hénault schrieb in seinen 1855 veröffentlichten Memoiren über die Macht Madame des Ursins:
« Elle gouvernoit, mais elle ne régnoit pas » (Sie herrschte, aber sie regierte nicht).
Ab 1705 pflegte sie bis in das Jahr 1715 eine sehr intensive und regelmäßige Korrespondenz mit Madame de Maintenon, um diese über die politische Situation in Spanien und die Ereignisse während des spanischen Erbfolgekriegs auf dem Laufenden zu halten. Daneben wechselte sie zahlreiche Briefe mit hohen Militärs, Kirchenmännern und Botschaftern. Madame des Ursins war während der folgenden zehn Jahre eine „Schaltstelle der französisch-spanischen Beziehungen“. Allerdings geriet sie mit wachsender Emanzipation Philipps V. von seinem Großvater zunehmend in Loyalitätskonflikte. Die ab 1708 immer stärker divergierenden Interessen der beiden Höfe machten es Marie-Anne nahezu unmöglich, beiden Seiten gleichermaßen gerecht zu werden, und sie identifizierte sich immer stärker mit der spanischen Partei.
1706 hatte Philippe II. de Bourbon, duc d’Orléans den Marschall Berwick, als Oberbefehlshaber der französischen Truppen in Spanien abgelöst und konnte nach anfänglichen Niederlagen ab Mitte 1707 auch Siege verzeichnen. Besonders nach den Niederlagen des Jahres 1707 war es dem energischen Auftreten der Camarera mayor zu verdanken, dass die Zentralmacht der Bourbonen in Spanien nicht völlig zusammenbrach. Jedoch geriet sie mit Philippe II. de Bourbon in Konflikt, der mit ihrer Politik und ihrer Art der Verwaltung nicht einverstanden war. Der Streit der beiden wurde von zahlreichen höfischen Intrigen begleitet, aus denen Marie-Anne einmal mehr als Siegerin hervorging. Philippe de Bourbon musste nach Frankreich zurückkehren, doch ihr Ansehen am französischen Hof war weiter gesunken. Zum endgültigen Bruch zwischen Frankreich und Spanien kam es 1709, als Ludwig XIV. seinen Enkel im Krieg gegen die Habsburger nicht mehr unterstützen konnte und wollte. Dies nutzte Madame des Ursins dazu, sämtliche ausländischen Berater und königlichen Bediensteten zu entlassen, um auf diese Weise beim Volk die „spanische Seite“ des Königs zu betonen. Ein nicht unvorteilhafter Nebeneffekt bei diesem Coup war, dass viele ihrer Feinde und Kritiker dabei vom Hof entfernt wurden. Marie-Anne war nach dieser Entlassungswelle die einzige verbleibende Französin im Hofstaat. Der Sieg der spanischen Truppen in der Schlacht bei Villaviciosa unter Führung von Louis II. Joseph de Bourbon, dem Herzog von Vendôme, tat ein Weiteres, um Philipp V. bei seinem Volk beliebt zu machen. Außerdem gelang es Marie-Anne gemeinsam mit dem Finanzfachmann Orry, die Finanzen des Landes nachhaltig zu ordnen.
Ihr Einfluss auf den spanischen König ging so weit, dass dieser lange Zeit den Abschluss des Friedens von Utrecht blockierte. Die Regelungen sahen unter anderem vor, die spanischen Niederlande an das Erzhaus Österreich abzutreten. In diesem Gebiet lagen die Stadt und die Herrschaft La Roche-en-Ardenne, die Philipp im September 1711 Madame des Ursins als souveräne Ländereien zugestanden hatte. Madame des Ursins versuchte nunmehr, im Frieden offiziell die  Souveränität ihrer Ländereien anerkennen zu lassen und beharrte darauf, in die Reichsstandschaft erhoben zu werden, doch letztlich vergebens. Die dadurch bedingte Verzögerung des Friedensschlusses brachte sowohl das spanische Volk als auch den französischen Hof gegen sie auf. Sie verlor endgültig die Gunst Ludwigs XIV. und Madame de Maintenons.

### Entmachtung und späteres Leben
Nach dem Tod der Königin Maria Luisa im Februar 1714 suchte Marie-Anne eine zweite Frau für Philipp V. Der Gesandte des Herzogs von Parma, Kardinal Giulio Alberoni, überzeugte sie davon, dass Elisabetta Farnese, Nichte und Erbin des Herzogs von Parma, eine geeignete, weil willfährige Braut sei. Dies entsprach jedoch nicht der Wahrheit, denn Elisabetta war äußerst gebildet, intelligent, belesen und willensstark. Dass Alberoni sie über den wahren Charakter der neuen Königin getäuscht hatte, musste Madame des Ursins beim ersten Aufeinandertreffen mit ihr am 23. Dezember 1714 in der Stadt Jadraque erfahren. Elisabetta inszenierte einen Eklat und ließ die bislang allmächtige Camarera mayor kurzerhand des Landes verweisen. So wie sie war – ohne Gefolge und ohne Gepäck –, wurde Marie-Anne in eine bereitstehende Kutsche gesetzt und unter Bewachung über die französische Grenze nach Saint-Jean-de-Luz gebracht. Da sie von Philipp V. keine Hilfe zu erwarten hatte, reiste sie weiter nach Versailles, wo ihr am 27. März 1715 ein sehr kühler Empfang bereitet wurde, doch immerhin erhielt sie vom König eine Leibrente und eine Pension in Höhe von 40.000 Livres zugesprochen.
Kurz nach Ludwigs Tod und der nachfolgenden Übernahme der Regentschaft durch Philippe II. de Bourbon verließ Madame des Ursins Frankreich, da sie die Rache des verfeindeten Regenten fürchtete, den sie während seines Aufenthaltes in Spanien der Verschwörung gegen Philipp V. bezichtigt hatte. Sie ging im August des Jahres zuerst in die Niederlande, war dort aber nicht sonderlich willkommen, sodass sie über Savoyen weiter nach Genua reiste, um sich dort bis 1720 niederzulassen. Anschließend verlegte sie ihren Wohnsitz nach Rom. Dort stellte sie sich in den Dienst James Francis Edward Stuarts, dem Sohn des abgesetzten englischen Königs James II., der mit seiner Frau Maria Clementina Sobieska ebenfalls in Rom lebte, und übte großen Einfluss auf den Hof des englischen Prätendenten aus.
Sie hatte am Ende noch die Genugtuung, sowohl den Sturz Giulio Alberonis und dessen Rückzug ins römische Exil zu erleben als auch Madame de Maintenon zu überleben, ehe sie am 5. Dezember 1722 nach einer Nierenkolik im Alter von über 80 Jahren in Rom starb.

## Werke
Marie-Anne de La Trémoilles umfangreich erhaltene Korrespondenz wurde nach ihrem Tod mehrfach veröffentlicht. Nachdem Claude François Xavier Millot einige ihrer Briefe in die 1777 herausgegebenen Memoiren der Herzöge von Noailles, die Marschälle Anne-Jules und Adrien-Maurice, aufgenommen hatte, wurden einige ihrer Briefe an François de Neufville 1806 in Paris unter dem Titel Lettres indédites au maréchal de Villeroi veröffentlicht.
Marie-Annes Schreiben aus der zehnjährigen Korrespondenz mit Madame de Maintenon erfuhren 1826 in Paris eine erste Ausgabe, die mit dem Titel Correspondance avec Mme de Maintenon in vier Bänden erschien. 1858 folgte ebenfalls in Paris eine Veröffentlichung mit dem Titel Lettres inédites de Mme des Ursins mit Briefen von ihr aus den Nationalarchiven Schwedens, Italiens und Frankreichs.
Bis in die heutige Zeit werden Teile ihrer Briefwechsel immer wieder neu herausgegeben.

### Hauptliteratur
- Eugène Asse: Ursins (Anne-Marie de La Trémoille, princesse des). In: Jean Chrétien Ferdinand Hoefer: Nouvelle biographie générale depuis les temps les plus reculés jusqu’à nos jours. Band 45. Firmin Didot, Paris 1866, Sp. 810–816 (online).
- Corina Bastian: Kammerdame und diplomatische Akteurin: Die Princesse des Ursins am Hof Philipps V. von Spanien (1701–1714). In: Christian Windler, Hillard von Thiessen (Hrsg.): Akteure der Außenbeziehungen. Netzwerke und Interkulturalität im historischen Wandel. Böhlau, Köln, Weimar 2010, ISBN 978-3-412-20563-8, S. 261–276 (online).
- Marianne Cermakian:  La princesse des Ursins. Sa vie et ses lettres. Didier, Paris [u. a.] 1969.
- François Combes: La princesse des Ursins. Essai sur sa vie et son caractère politique d’après de nombreux documents inédits. Didier, Paris 1858 (online).
- Duplessis: Ursins (Anne-Marie de La Trémoille, princesse des). In: Joseph François Michaud, Louis Gabriel Michaud (Hrsg.) Biographie universelle, ancienne et moderne. Band 47. L. G. Michaud, Paris 1827, S. 218–227 (online).
- Auguste Geffroy: Fragments d’une notice sur la vie et le rôle politique de Mme. des Ursins d’après des documents inédits. A. Durand, Paris 1858 (online).
- Auguste Geffroy: Lettres inédites de la Princesse des Ursins. Paris 1859.
- Louis de La Trémoille (Hrsg.): Madame des Ursins et la succession d’Espagne. Fragments de correspondence. 6 Bände. Honoré Champion, Paris 1902–1907.
- Diane Ribardière: La Princesse des Ursins. Dame de fer et de velours. Perrin, Paris 1988, ISBN 2-262-01439-6.
- Anja Röhrig: Ehrgeiz weit über dem gewöhnlichen der Männer. In: Damals. Jg. 28, Nr. 4, 1996, ISSN 0011-5908, S. 65–68.
- Eugène-François-Achille Rosseeuw Saint-Hilaire: La princesse des Ursins. Furne, Jouvet & Cie., Paris 1875 (online).

### Weiterführende Literatur
- Corina Bastian: Diplomatie kennt kein Geschlecht. Die Korrespondenz der Madame de Maintenon und der Princesse des Ursins im Spanischen Erbfolgekrieg (1705–1715). In: Zeitenblicke. Jg. 8, Nr. 2, 2009, ISSN 1619-0459, urn:nbn:de:0009-9-19517 (online).
- Caroline Castiglione: The Orsini: A Family of Roman Baroni in Context. Teil 4: When a Woman "takes" charge: Marie-Anne de La Trémoille and the end of the patrimony of the Dukes of Bracciano. In: Viator. Jg. 39, Nr. 2, 2008, ISSN 0083-5897, S. 363–379, doi:10.1484/J.VIATOR.1.100218.
- Auguste Geffroy: Lettres indédites de la princesse des Ursins. Didier & Cie., Paris 1859 (online).
- Constance Hill: The Story of the Princess des Ursins in Spain (Camarera-Mayor). John Lane, London 1906 (online).
- Marie René Roussel, marquis de Courcy: L’Espagne après la paix d'Utrecht. 1713-1715. E. Plon, Nourrit & Cie., Paris 1891 (online).
- Louis de Rouvroy, duc de Saint-Simon: The Memoirs of Louis XIV., His Court and The Regency. Chapman & Hall, London 1857 (online).